# Erin Moran

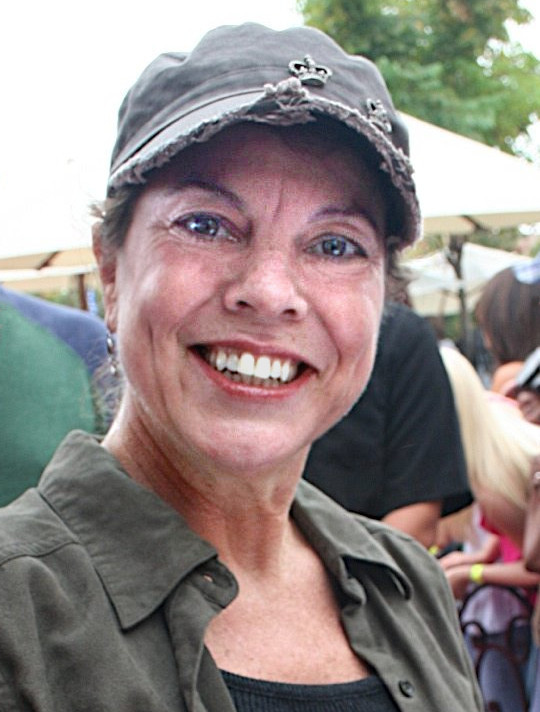
Erin Moran im Jahr 2008

Erin Marie Moran Fleischmann (* 18. Oktober 1960 in Burbank, Kalifornien; † 22. April 2017 in Corydon, Indiana) war eine US-amerikanische Kinderdarstellerin und Schauspielerin.

## Leben
Moran wuchs als jüngstes von sechs Kindern in Los Angeles auf und war als Sechsjährige erstmals in einem Fernsehwerbespot zu sehen. 1968 bis 1969 war sie als Kinderdarstellerin in 15 Folgen der Fernsehserie Daktari in der Rolle der Jenny Jones zu sehen; Ende der 1960er Jahre hatte sie zudem einige kleinere Spielfilmrollen. Ihre bekannteste Rolle war die der Joanie Cunningham, die sie in der Sitcom Happy Days von 1974 bis 1984 in 239 Folgen darstellte. 1982 und 1983 war sie in derselben Rolle auch im Spin-off Joanie Loves Chachi zu sehen, das jedoch nach 17 Folgen abgesetzt wurde. Für ihr Wirken in dieser Serie wurde sie 1983 mit dem Young Artist Award ausgezeichnet. In dem von Roger Corman produzierten Science-Fiction-Horrorfilm Planet des Schreckens spielte sie 1981 an der Seite von Edward Albert die weibliche Hauptrolle.
Nach dem Ende von Happy Days war Moran nur noch selten als Schauspielerin zu sehen, unter anderem in Gastrollen bei Love Boat sowie den Krimiserien Mord ist ihr Hobby und Diagnose: Mord. Sie war in zweiter Ehe mit Steven Fleischmann verheiratet und hatte keine Kinder. Zuletzt lebte sie in einer Wohnwagensiedlung. Sie litt an einer fortgeschrittenen Krebserkrankung und wurde am Nachmittag des 22. April 2017 leblos aufgefunden.

## Filmografie (Auswahl)

### Fernsehen
- 1968–1969: Daktari (15 Folgen)
- 1970: Meine drei Söhne (My Three Sons, Folge 10x24)
- 1970–1971: Lieber Onkel Bill (Family Affair, 3 Folgen)
- 1970–1973: FBI (The F.B.I., 3 Folgen)
- 1971: Rauchende Colts (Gunsmoke, 2 Folgen)
- 1972: The Don Rickles Show (5 Folgen)
- 1974–1984: Happy Days (239 Folgen)
- 1975: Die Waltons (The Waltons, Folge 3x22)
- 1980–1985: Love Boat (The Love Boat, 9 Folgen)
- 1982–1983: Joanie Loves Chachi (17 Folgen)
- 1983: Hotel (Pilotfolge)
- 1986: Mord ist ihr Hobby (Murder, She Wrote, Folge 3x03)
- 1998: Diagnose: Mord (Diagnosis Murder, Folge 5x23)
- 2009: Reich und schön (The Bold and the Beautiful, 1 Folge)

### Film
- 1967: Was kümmert uns die Bank? (Who’s Minding the Mint?)
- 1968: Der türkisfarbene Bikini (How Sweet It Is!)
- 1969: 80 Schritte bis zum Glück (80 Steps to Jonah)
- 1969: Happy End für eine Ehe (The Happy Ending)
- 1970: Ein Mann sieht schwarz (Watermelon Man)
- 1981: Planet des Schreckens (Galaxy of Terror)
- 1996: Hilfe, ich komm’ in den Himmel (Dear God)
- 2003: Dickie Roberts: Kinderstar (Dickie Roberts: Former Child Star)
- 2010: Not Another B Movie

## Auszeichnungen
- 1983: Young Artist Award für Joanie Loves Chachi
- 2006: TV Land Award für Happy Days